# 吴振声故居
吴振声故居位于江苏省苏州市姑苏区西百花巷23号。建于1920年代，为苏州市文物保护单位。

## 历史
吴振声（1904年 - 1990年），名华镛，江苏苏州人，当代画家，主工山水画。其兄弟吴子深、吴秉彝、吴似兰均为画家，在苏沪一地知名。
吴振声故居由其亲自设计，为二层西式清水砖楼，配以中式古典大飞檐歇山顶，楼内外各处均有中西式雕花。整楼铺设有供水供暖管线，卫生设施一应俱全。楼房南侧另建有西式平房若干，配有网球场、假山池塘等中式庭园，在当时是具有轰动效应的一座名宅。
吴宅后有吴似兰种植的娑罗树一株，吴似兰藉此于1932年成立娑罗画社，包括吴氏家族、刘临川、蒋宜安、颜纯生、陈迦庵、樊少云、张辛稼、余觉、蒋吟秋、张一麐、吴梅等名家参加，以此宅为主要活动场所。
解放后吴振声故居被苏州市中医院使用，南侧附属平房花园等均不存。后房屋归还于吴氏家族。2017年，在故居内开出苏州丝绸服饰陈列馆，免费对外开放。